# Bentiu
Bentiu is de hoofdplaats van de Zuid-Soedanese staat Unity. De stad telt naar schatting 7700 inwoners (2006).
Bentiu is het centrum van de aardoliewinning in Zuid-Soedan. In de burgeroorlog die het land sinds de onafhankelijkheid in 2011 teistert, is de stad verschillende malen in andere handen overgegaan.